# コンセプトカー
コンセプトカーは、自動車メーカーが展示目的で製作した自動車のこと。モーターショーや、各メーカーのショールームなどにおいて展示されることが多い。北米では1950年代から存在し、「ドリームカー」、「フューチャーカー」、「ハローモデル」などと呼ばれた。

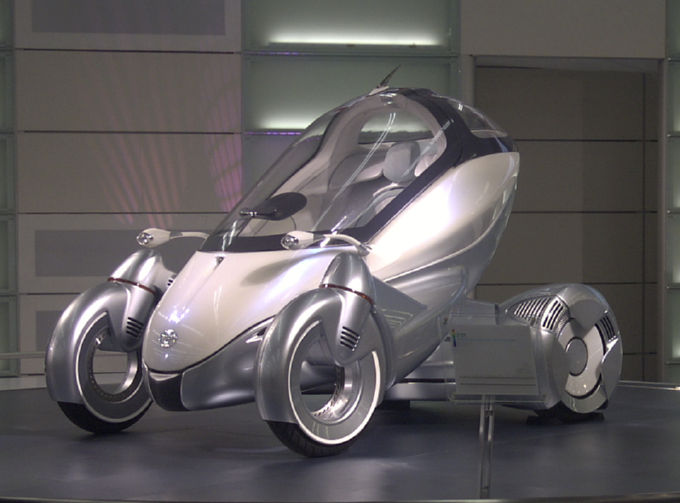
コンセプトカーの一例（トヨタPM）

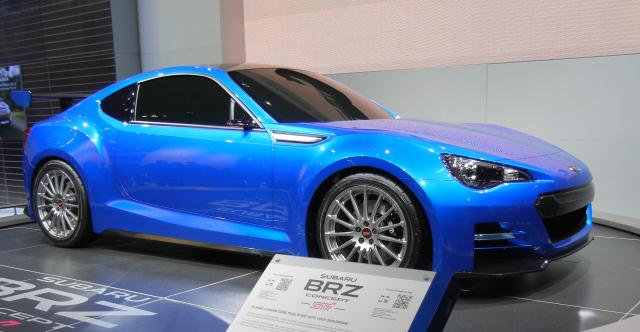
スバルBRZのコンセプトカー(内部を作っていないデザインモデル)

## 概要
コンセプトカーが作成される目的は、各自動車メーカーが今後のデザインや技術の方向性を表現するためである。
市販を前提としていないコンセプトカーは、主にデザインを発表するための作品として発表され、自走できない場合も多いが、デザインや動力要素の一部は市販車両に反映されることがある。一方、市販を前提としたコンセプトカーは完全にそのまま市販出来るレベルの車として制作され、先行お披露目（ティーザーキャンペーン）的な意味合いで展示される。

## コンセプトカーを扱った作品

### 映像作品
- ドキュメンタリー「幻のコンセプトカー大全集」シリーズ（ディスカバリーチャンネル）
  - 第1回 「幻のビュイック・センチュリオン」
  - 第2回 「幻のXP－21ファイヤーバード」
  - 第3回 「幻のフォード・X－100」
  - 第4回 「幻のキャデラック・サイクロンXP－74」
  - 第5回 「幻のファイヤーバードⅡ」
  - 第6回 「幻のフォード・マスタング」
  - 第7回 「幻のビュイック・ワイルドキャッツⅡ」
  - 第8回 「幻のビュイックXP－300」
  - 第9回 「幻のフォード・サンダーバード」
  - 第10回 「幻のアルファロメオ B.A.T.5」
  - 第11回 「幻のアルファロメオ B.A.T.7」
  - 第12回 「幻のアルファロメオ B.A.T.9」

### ゲーム
- グランツーリスモ コンセプト 2001 TOKYO（ソニー・コンピュータエンタテインメント、ポリフォニー・デジタル）

## ギャラリー

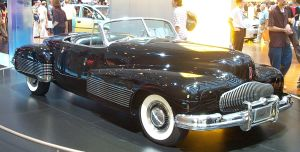
ビュイック・Y-Job（1938年）
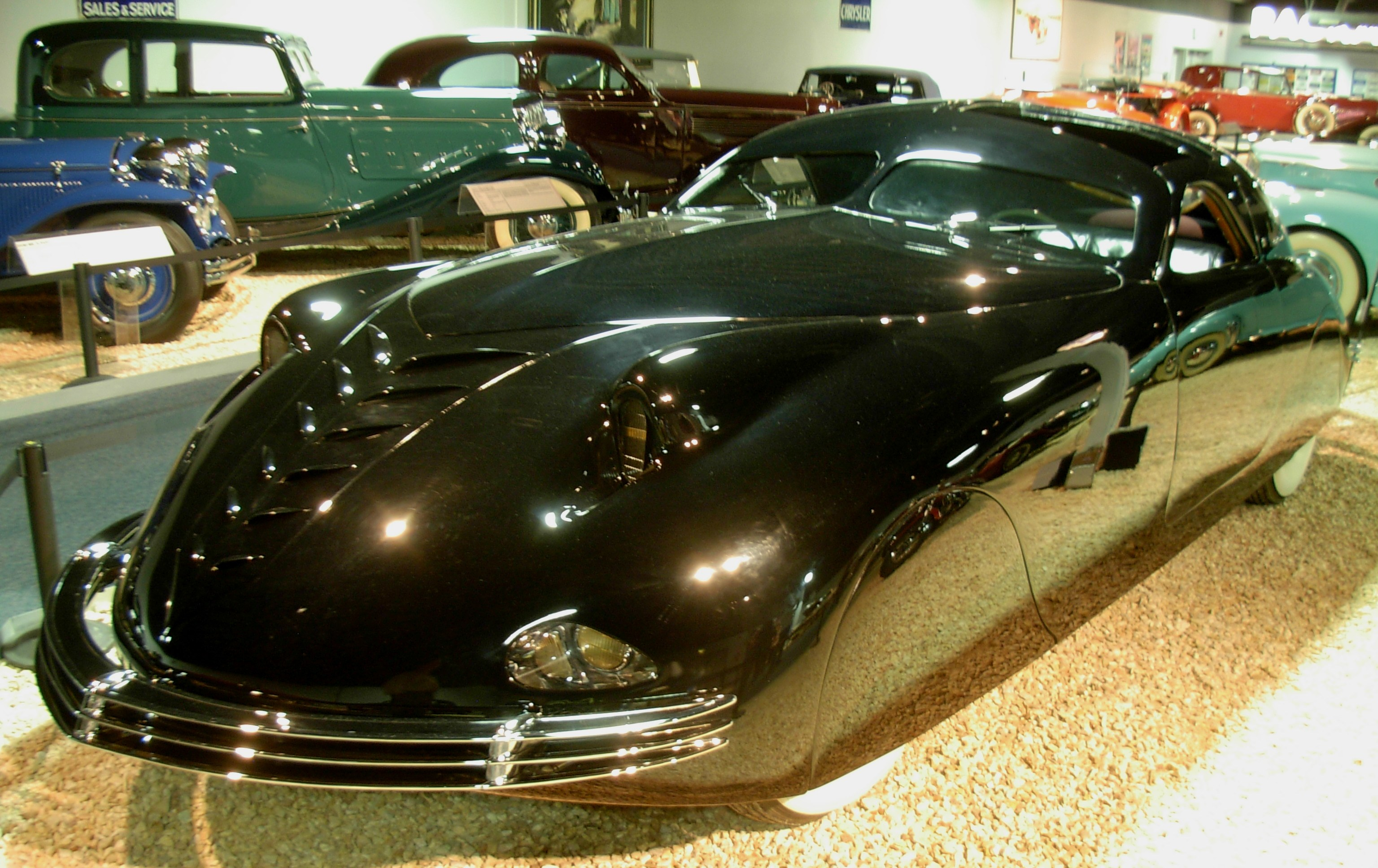
ファントム・コルセア（1938年）
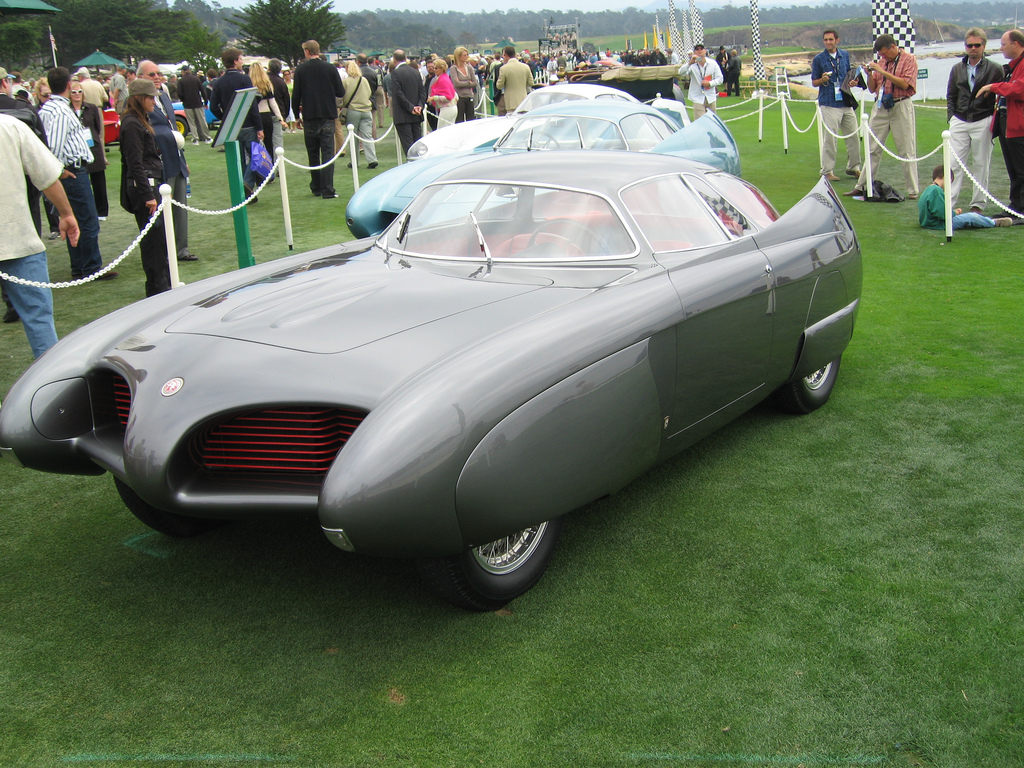
Alfa Romeo BAT 5（1953年）
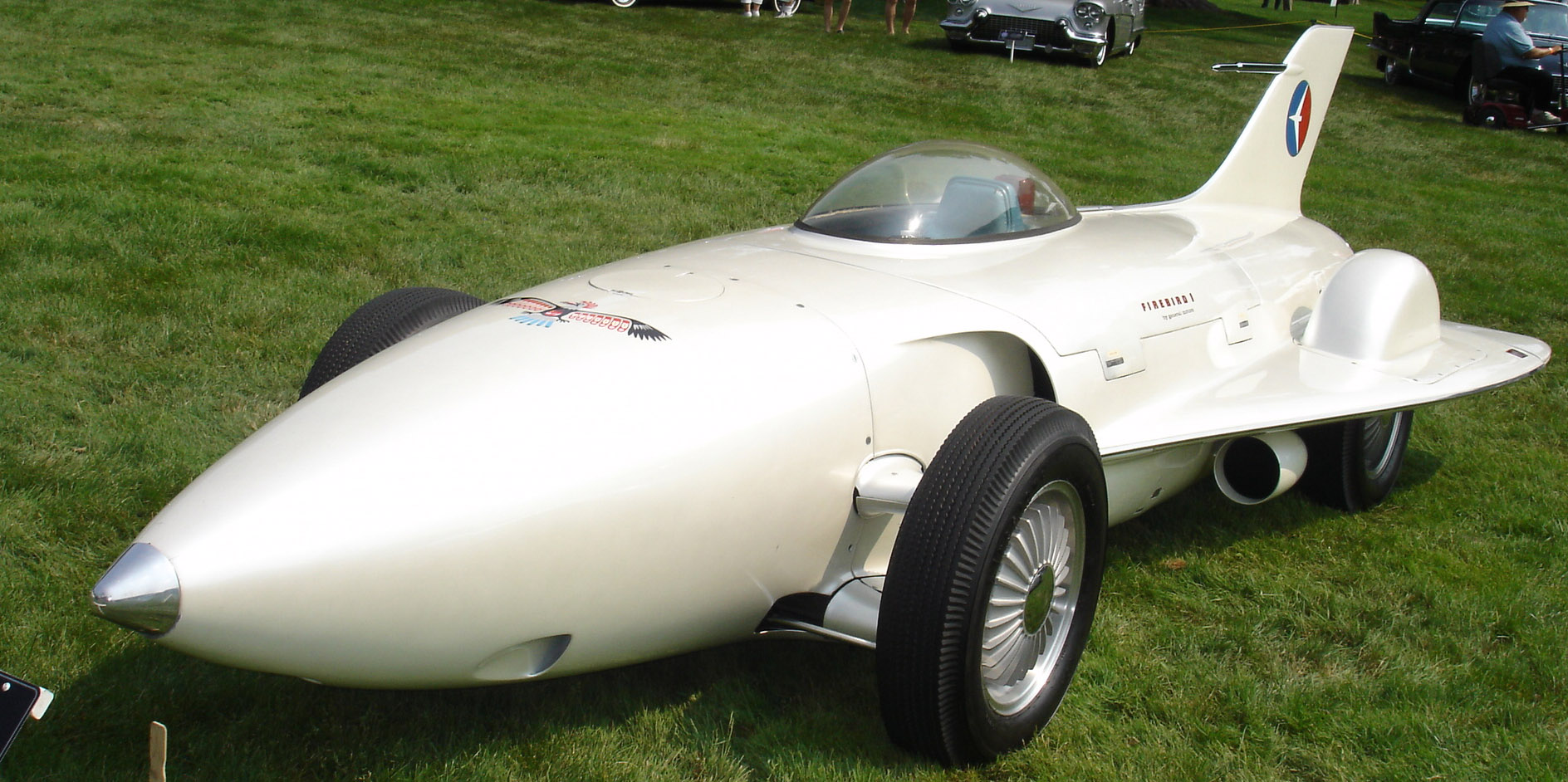
General Motors Firebird I（1953年）
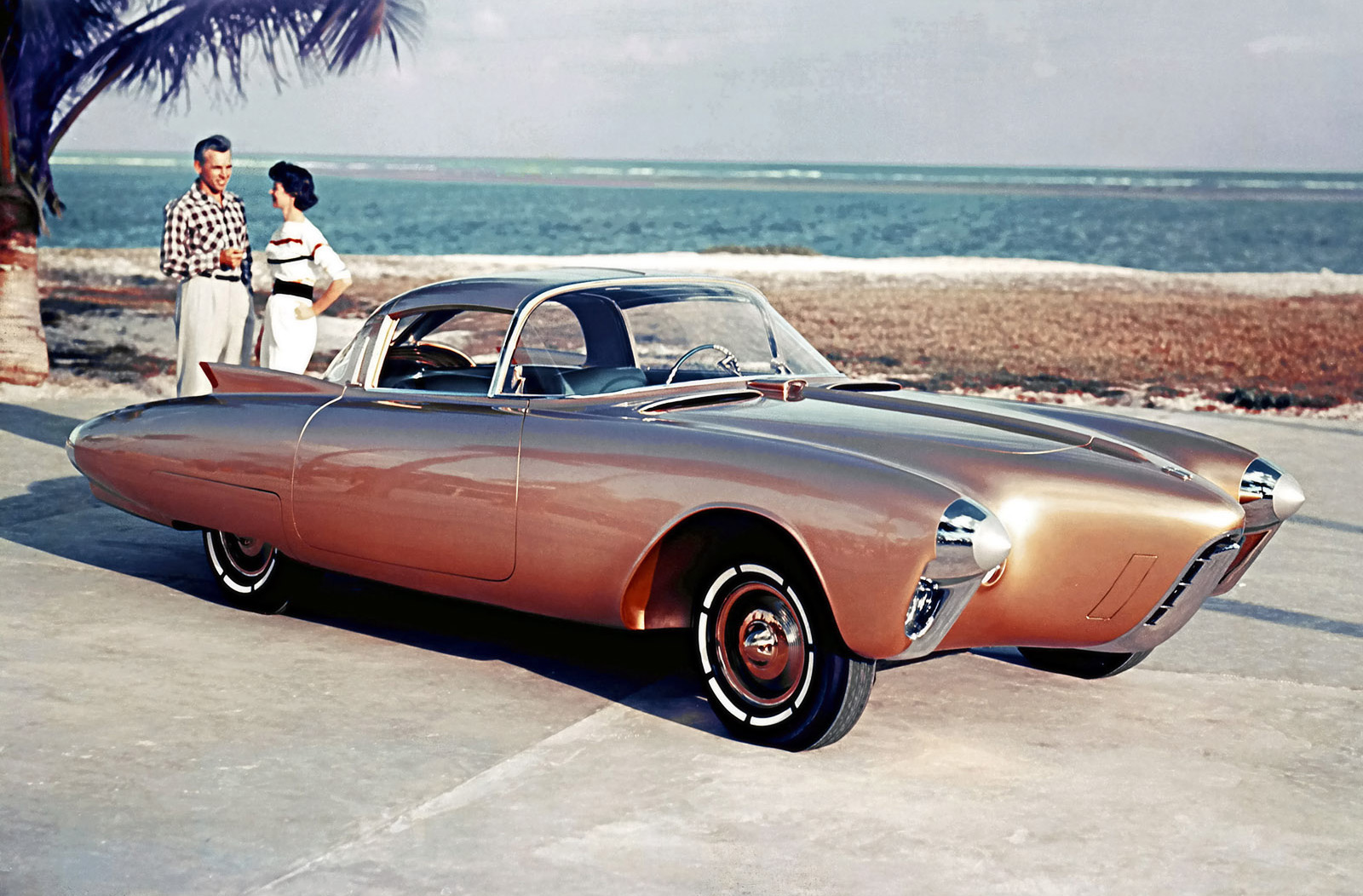
en:Oldsmobile Golden Rocket（1956年）
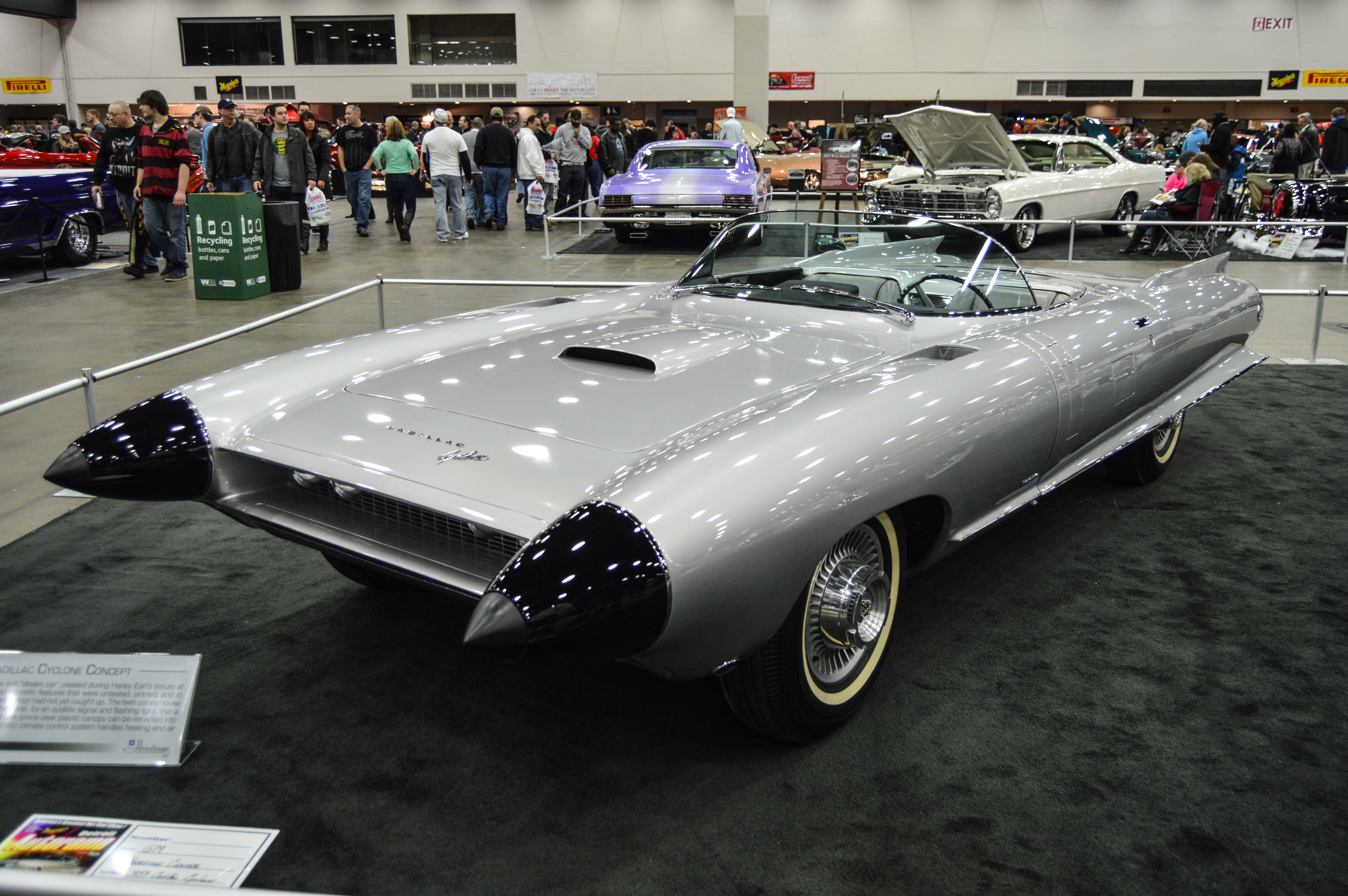
en:Cadillac Cyclone（1959年）
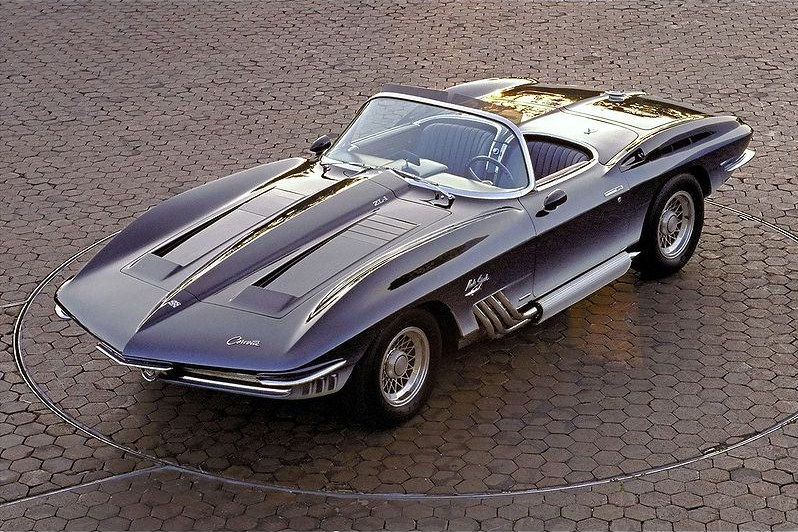
en:Mako Shark (concept car)（1961年）
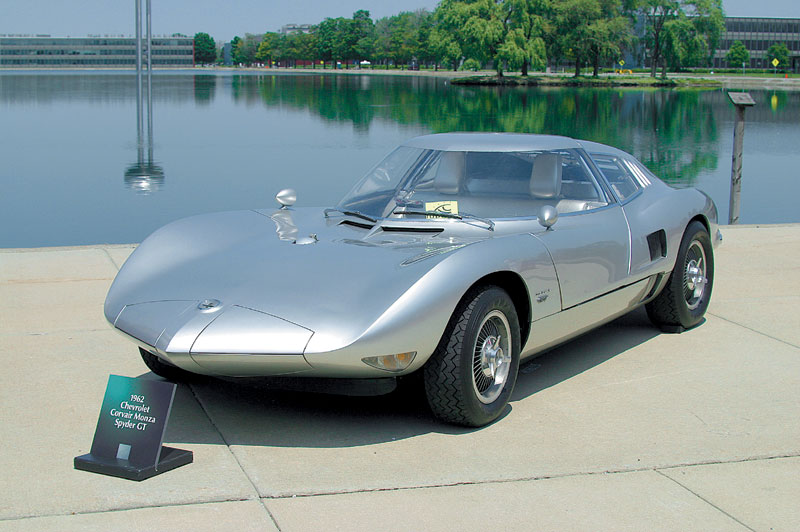
en:Chevrolet Corvair Monza GT（1962年）
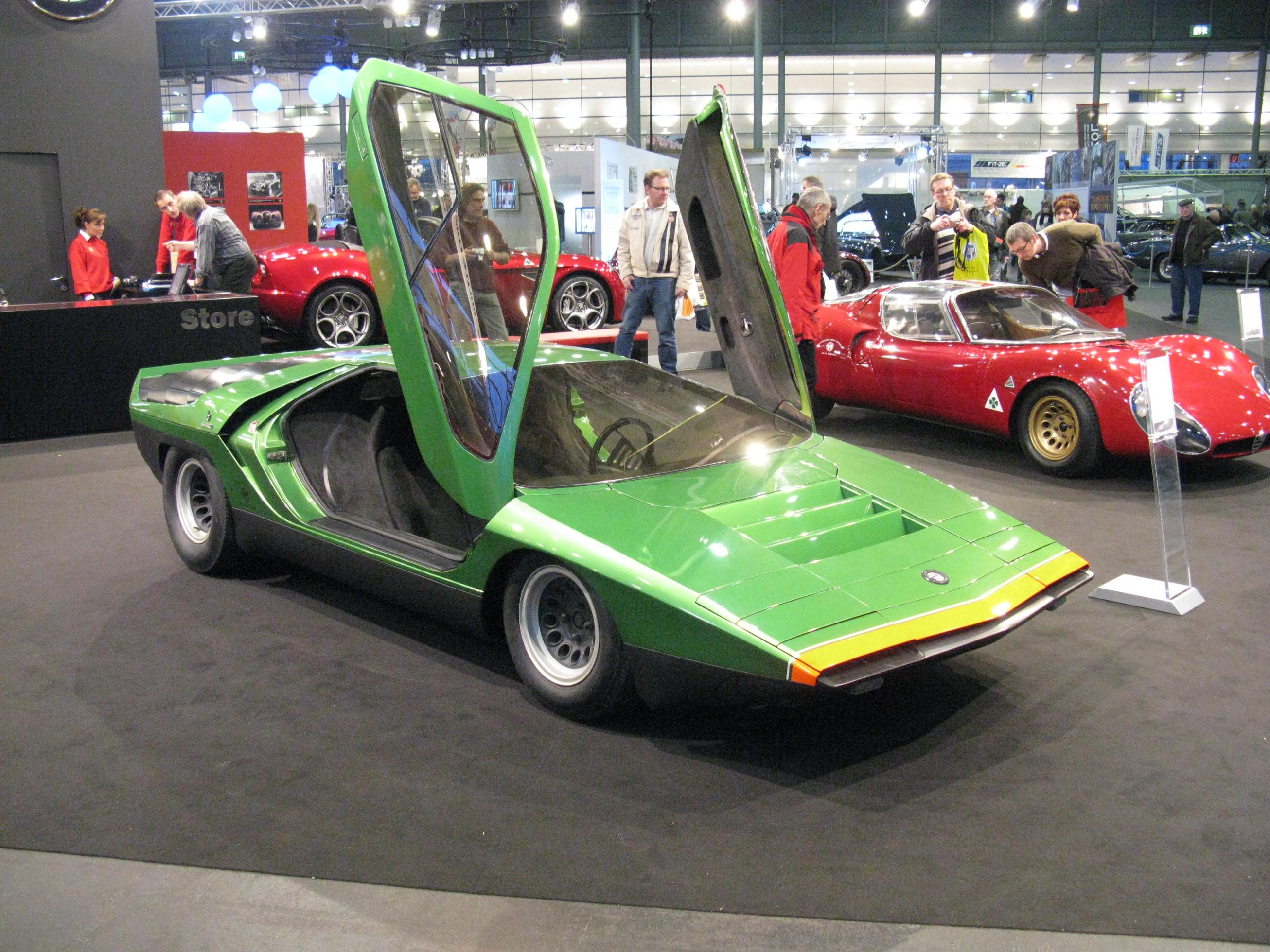
アルファロメオ・カラボ（1968年）
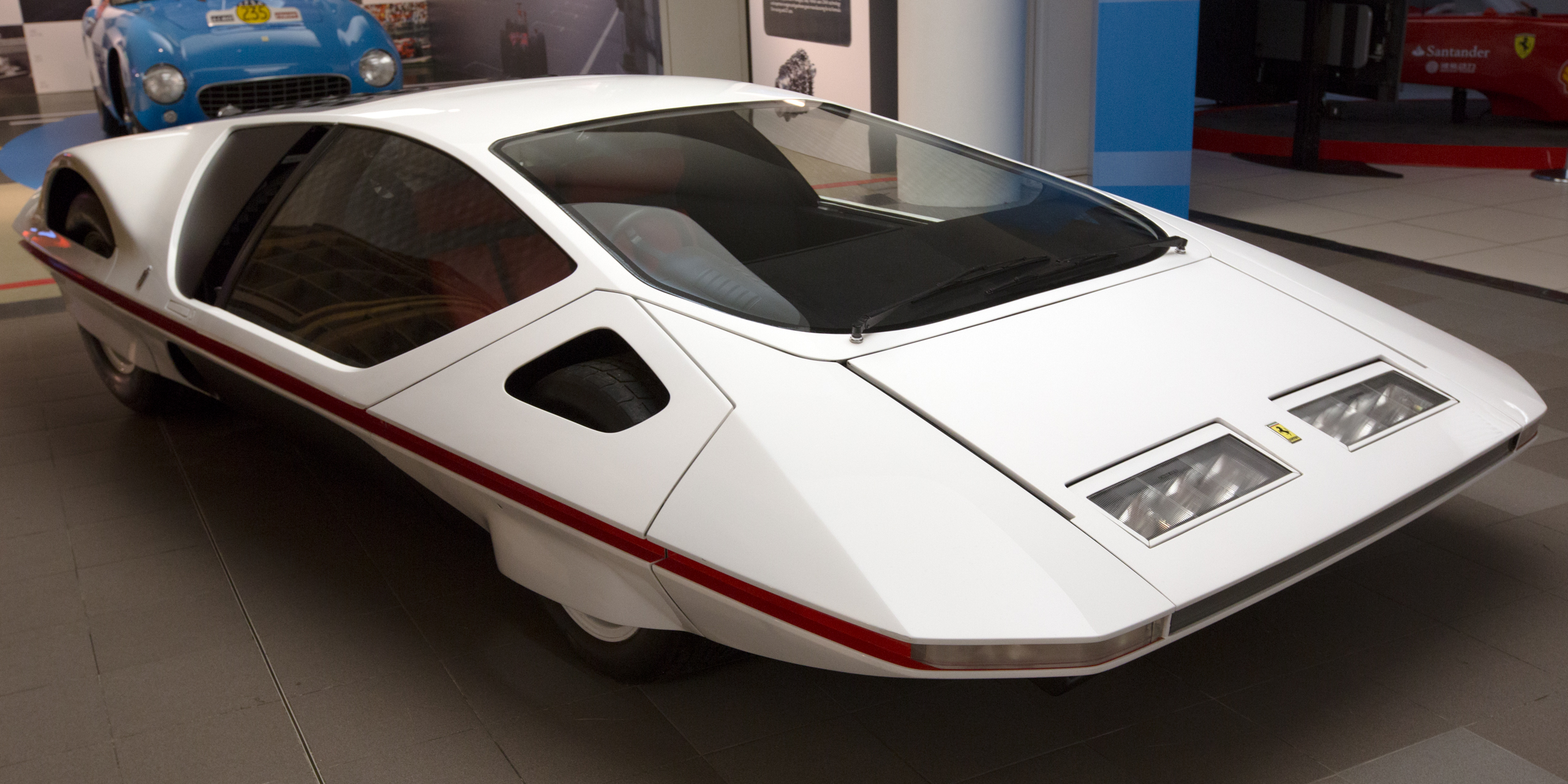
フェラーリ・モデューロ（1970年）
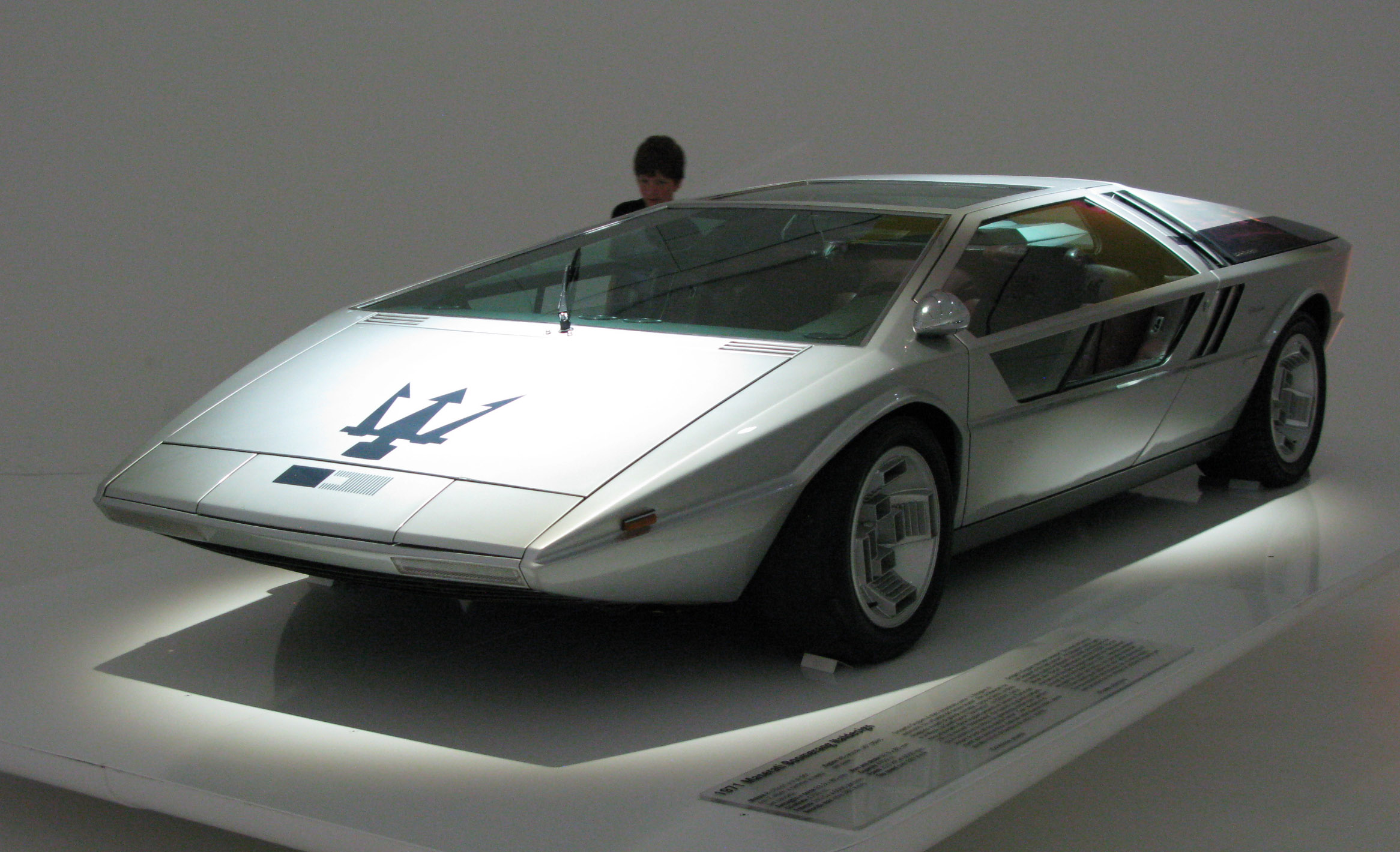
マセラティ・ブーメラン（1971年）